# El Bruguer Nou
El Bruguer Nou és una masia de Vic (Osona) inclosa a l'Inventari del Patrimoni Arquitectònic de Catalunya.

## Descripció
Edifici civil. Masia de planta quadrada, coberta a dues vessants, amb el carener perpendicular a la façana, situada a migdia. Consta de planta baixa i dos pisos. El portal de la façana és de forma rectangular amb unes motllures a la part interior de la llinda. A la planta baixa i als dos pisos s'hi obren finestres, distribuïdes simètricament. A llevant, a l'angle Nord-est s'hi adossa un cos de porxos sostinguts per pilars de pedra amb unes escales exteriors per accedir-hi. A ponent hi havia una lliça però es va cremar.
És construïda amb gresos units amb morter de calç i arrebossat al damunt. L'estat de conservació és regular.

## Història
No tenim notícies de la data de construcció, només se sap que fou propietat del vescomte Güell i que segurament s'amplià i reformà al segle xix, segons indica la galeria de llevant, datada el 1888.